# Linguagem escrita

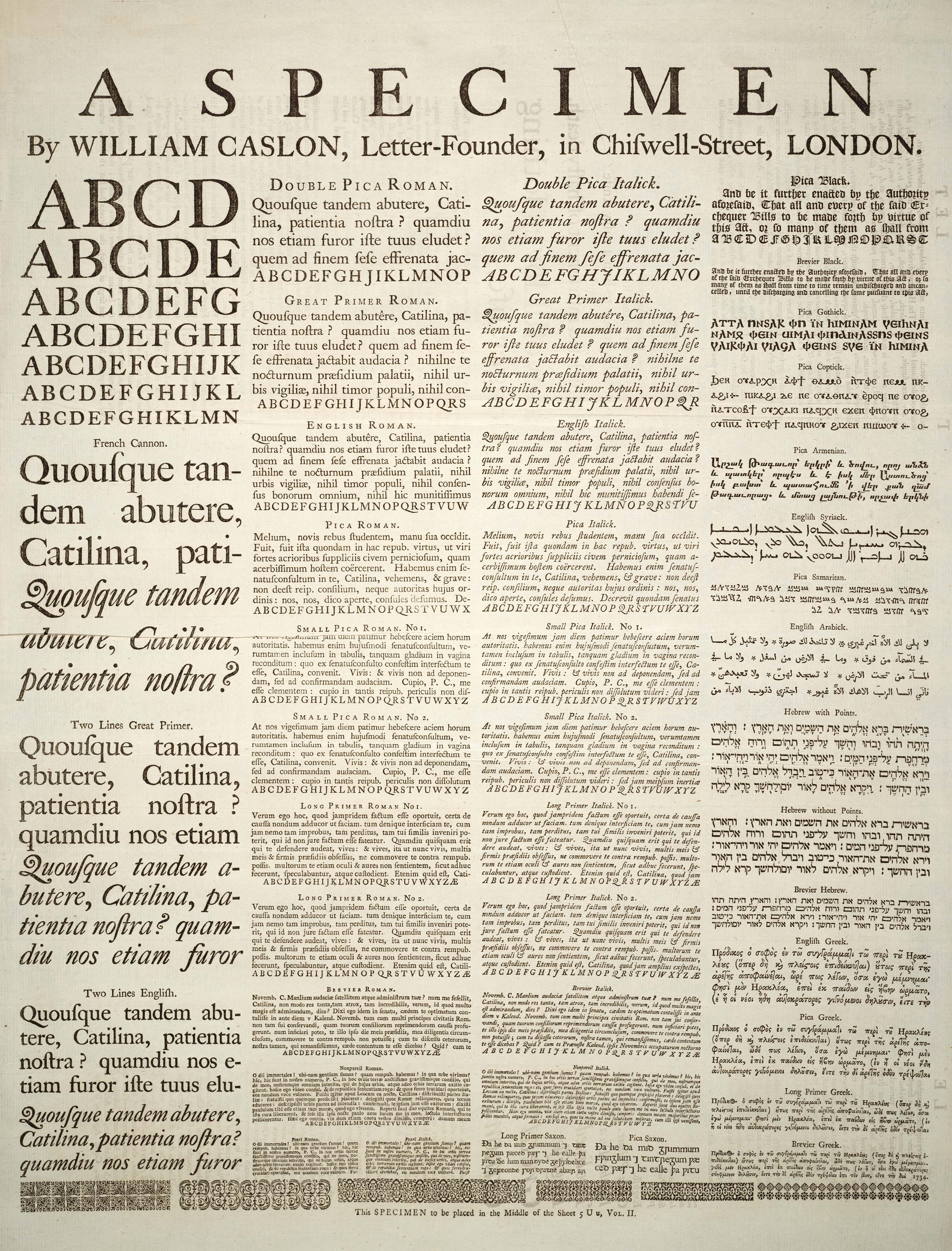
Uma espécime tipográfica de fontes e idioma, feito por William Caslon, fundador deste tipo; da Cyclopaedia de 1728.

A Linguagem escrita é a representação de um idioma por meio da escrita. Isso envolve o uso de símbolos visuais, conhecidos como grafemas, para representar unidades linguísticas, como fonemas, sílabas, morfemas ou palavras. No entanto, a linguagem escrita não é meramente falada ou sinalizada escrita, embora possa se aproximar disso. Em vez disso, é um sistema separado com suas próprias normas, estruturas e convenções estilísticas e, muitas vezes, evolui de forma diferente da linguagem falada ou sinalizada correspondente.
As línguas escritas são ferramentas essenciais para a comunicação, permitindo o registro, a preservação e a transmissão de informações, ideias e cultura ao longo do tempo e do espaço. A forma específica que uma língua escrita assume - seu alfabeto ou script, suas convenções ortográficas e seu sistema de pontuação, entre outras características - é determinada por sua ortografia.
O desenvolvimento e o uso da linguagem escrita tiveram impactos profundos nas sociedades humanas ao longo da história, influenciando a organização social, a identidade cultural, a tecnologia e a disseminação do conhecimento. Na contemporaneidade, o advento da tecnologia digital levou a mudanças significativas na forma como usamos a linguagem escrita, a evolução dos sistemas de escrita é um dos principais fatores que influenciam o desenvolvimento da escrita, desde a criação de novos gêneros e convenções de escrita até a evolução dos próprios sistemas de escrita.

## Comparação com a linguagem falada e a linguagem de sinais
A linguagem escrita, a linguagem falada e a linguagem sinalizada são três modalidades distintas de comunicação, cada uma com suas próprias características e convenções exclusivas.
A linguagem falada e sinalizada costuma ser mais dinâmica e flexível, refletindo o contexto imediato da conversa, as emoções do falante e outros sinais não verbais. Ela tende a usar uma linguagem mais informal, contrações e coloquialismos, e geralmente é estruturada em frases mais curtas. A linguagem falada e a linguagem sinalizada geralmente incluem disfemia e hesitações. Como a linguagem falada e a linguagem sinalizada tendem a ser interativas, elas incluem elementos que facilitam revezamento, incluindo prosódia features, como trailing off, e preenchimento que indicam que o falante/sinalizador ainda não terminou sua vez.
Em contrapartida, a linguagem escrita é normalmente mais estruturada e formal. Ela permite o planejamento, a revisão e a edição, o que pode levar a frases mais complexas e a uma linguagem mais
Além disso, os idiomas escritos geralmente mudam mais lentamente do que seus equivalentes falados ou sinalizados. Isso pode levar a situações em que a forma escrita de um idioma mantém características arcaicas ou grafias que não refletem mais a pronúncia atual. Com o tempo, essa divergência pode levar a uma situação conhecida como diglossia.
Apesar de suas diferenças, as formas de linguagem falada, sinalizada e escrita influenciam umas às outras, e os limites entre elas podem ser fluidos, principalmente em contextos informais de escrita, como mensagens de texto ou publicações em mídias sociais.

### Gramática
Há muitas diferenças gramaticais para abordar, mas aqui está um exemplo. Em termos de tipos de oração, a linguagem escrita é predominantemente declarativa (por exemplo, It's red.) e normalmente contém menos imperativo (por exemplo, Make it red.), interrogativo (por exemplo, Is it red?) e exclamativas (por exemplo, How red it is!) do que a linguagem falada ou sinalizada. [As frases nominais geralmente são predominantemente na terceira pessoa gramatical, mas são ainda mais na linguagem escrita. [As frases verbais em inglês falado são mais parecidas comtêm mais probabilidade de estar no aspecto simples do que no aspecto perfeito ou progressivo, e quase todos os verbos no passado perfeito aparecem na ficção escrita.

### Estrutura de informações
Estrutura da informação é a maneira como a informação é empacotada em uma frase, ou seja, a ordem linear em que a informação é apresentada. Por exemplo, Na colina, havia uma árvore tem uma estrutura informacional diferente de Havia uma árvore na colina. Embora, pelo menos em inglês, a segunda estrutura seja mais comum, o primeiro exemplo é relativamente muito mais comum na linguagem escrita do que na linguagem falada. Outro exemplo é que uma construção como "foi difícil segui-lo" é relativamente mais comum na linguagem escrita do que na falada, em comparação com o empacotamento alternativo "segui-lo foi difícil". Um final Um exemplo, novamente do inglês, é o fato de a voz passiva ser relativamente mais comum na escrita do que na fala.

### Vocabulário
A linguagem escrita normalmente tem maior densidade lexical do que a linguagem falada ou sinalizada, o que significa que há uma gama maior de vocabulário usado e que as palavras individuais têm menos probabilidade de serem repetidas. Ela também inclui menos pronomes de primeira e segunda pessoa e menos interjeições. O inglês escrito tem menos verbos e mais substantivos do que o inglês falado, mas, mesmo levando isso em conta, verbos como "think" (pensar), "say" (dizer), "know" (saber) e "guess" (adivinhar) aparecem com relativamente menos frequência com um complemento de cláusula de conteúdo (por exemplo I think that it's OK.) no inglês escrito do que no inglês falado.

## Diglossia
Diglossia é um fenômeno sociolinguístico em que duas variedades distintas de uma língua - geralmente uma falada e outra escrita - são usadas por uma única comunidade linguística em diferentes contextos sociais.
A chamada "variedade alta", geralmente a linguagem escrita, é usada em contextos formais, como literatura, educação formal ou comunicações oficiais. Essa variedade tende a ser mais padronizada e conservadora, e pode incorporar vocabulário e gramática mais antigos ou mais formais. A "variedade baixa", geralmente a língua falada, é usada em conversas cotidianas e contextos informais. Geralmente, é mais dinâmica e inovadora e pode incorporar dialetos regionais, gírias e outras características informais do idioma.
As situações diglóssicas são comuns em muitas partes do mundo, incluindo o mundo árabe, onde o árabe padrão moderno (a variedade alta) coexiste com as variantes do árabe locais (as variedades baixas).
A existência da diglossia pode ter implicações significativas para o ensino de idiomas, a alfabetização e a dinâmica sociolinguística em uma comunidade linguística.

## Digrafia
A diagrafia ocorre quando um idioma pode ser escrito em diferentes escritas. O sérvio, por exemplo, pode ser escrito em cirílico e latino. Outro exemplo é o hindustâni, que pode ser escrito em alfabeto urdu ou em devanágari.

## História
A primeira escrita pode ser datada da era Neolítica, com tábuas de argila sendo usadas para manter o registro de gado e mercadorias. No entanto, o primeiro exemplo de linguagem escrita pode ser datado de Uruk, no final do 4º milênio a.C.. Um antigo poema mesopotâmico conta uma história sobre a invenção da escrita.
"Como a boca do mensageiro era pesada e ele não conseguia repetir, o Senhor de Kulaba deu um tapinha na argila e colocou palavras nela, como uma tábua. Até então, não havia sido possível colocar palavras na argila." Enmerkar e o Senhor de Aratta, c. 1800 a.C..
Os estudiosos marcam a diferença entre a pré-história e a história com a invenção da primeira linguagem escrita. No entanto, isso deixa o argumento sobre o que é e o que não é uma linguagem escrita, um argumento sobre a transição da história para a pré-história, sendo que se uma peça de escrita é proto-escrita ou escrita genuína, tornando a questão amplamente subjetiva, deixando a linha em uma área cinzenta. Um consenso geral é que a escrita é um método de registro de informações, composto de grafemas, que também podem ser glifos, e deve representar também alguma forma de linguagem falada, que anda de mãos dadas com a contenção de informações, permitindo que os númeross também sejam contados como escrita.

### Origens da linguagem escrita
As origens da linguagem escrita estão ligadas ao desenvolvimento da civilização humana. As primeiras formas de escrita nasceram da necessidade de registrar transações comerciais, eventos históricos e tradições culturais.

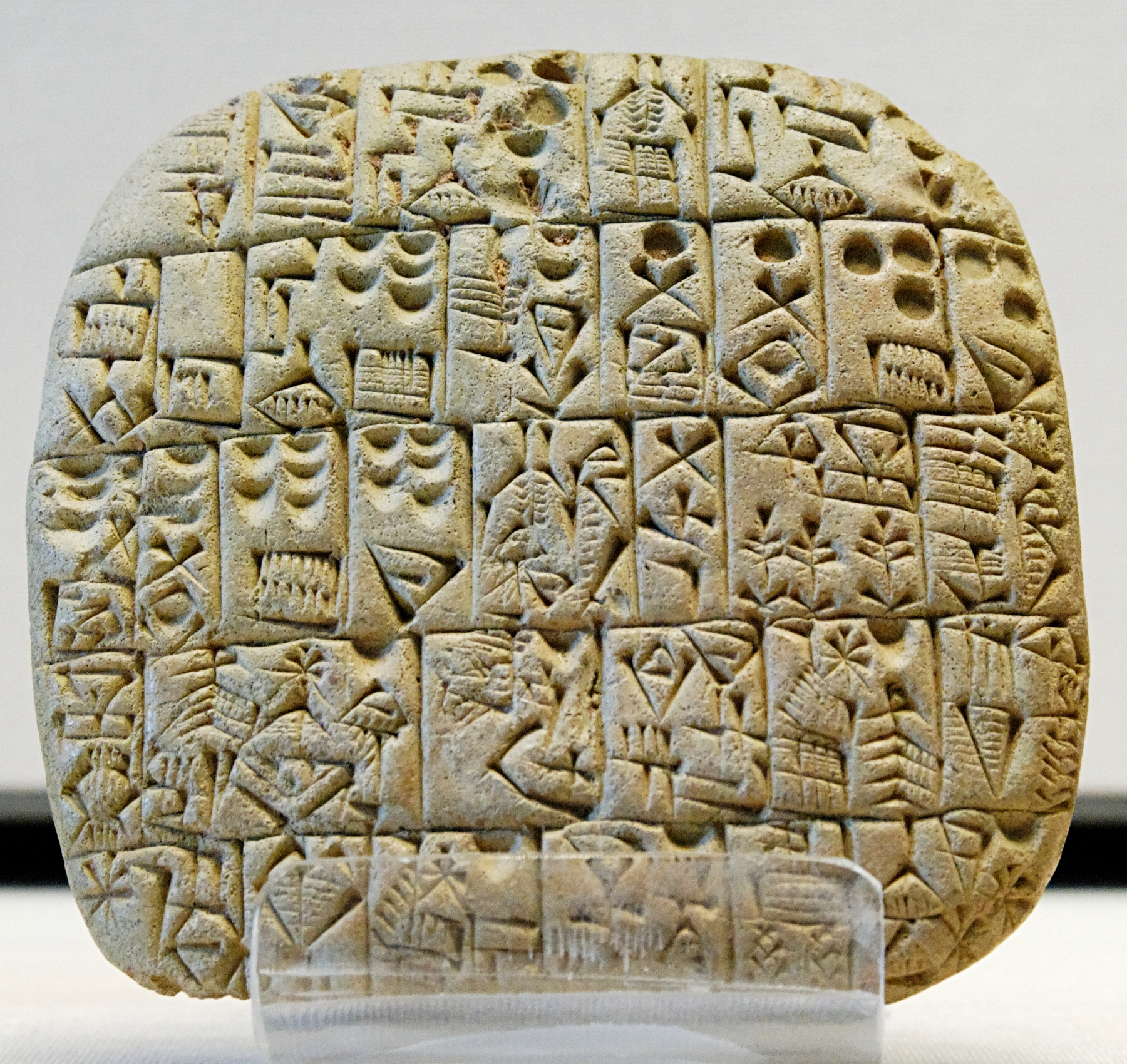
Uma tábua de argila com escrita cuneiforme

Os primeiros sistemas de escrita verdadeiros conhecidos foram desenvolvidos durante o início da Idade do Bronze (final do 4º milênio a.C.) na antiga Suméria, atual sul do Iraque. Esse sistema, conhecido como cuneiforme, era pictográfico no início, mas depois evoluiu para um alfabeto, uma série de sinais em forma de cunha usados para representar a linguagem fonêmico.
Simultaneamente, no Egito Antigo, foi desenvolvida a escrita hieróglifos, que também começou como pictográfica e depois incluiu elementos fonêmicos. Na Vale do Indo, uma antiga civilização desenvolveu uma forma de escrita conhecida como escrita indo por volta de 2600 a.C., embora sua natureza precisa permaneça indecifrada. O caracter chinês, um dos mais antigos sistemas de escrita continuamente usados no mundo, originou-se por volta do final do segundo milênio a.C., evoluindo do escrita de ossos oraculares usado para fins de adivinhação.
Os sistemas de escrita evoluíram independentemente em diferentes partes do mundo, incluindo a Mesoamérica, onde as civilizações Olmeca e Maia desenvolveram escritas no primeiro milênio a.C..

### Tipos de sistemas de escrita
Os sistemas de escrita em todo o mundo podem ser classificados em vários tipos: logográfico, silábico, alfabético e featural. Há também a transcrição fonética, que são usados somente em aplicações técnicas. Além disso, foram desenvolvidos sistemas de escrita para línguas de sinais, mas, com exceção do SignWriting, nenhum é de uso geral.
As distinções são baseadas no tipo predominante de grafema usado. Em linguística e ortografia, um grafema é a menor unidade de um sistema de escrita de um determinado idioma. É um conceito abstrato, semelhante a um caractere na computação ou um glifo na tipografia. No entanto, é diferente porque um grafema pode ser composto de vários caracteres. Por exemplo, em inglês, th é um grafema composto pelos caracteres t e h. Quando eles ocorrem juntos, normalmente são lidos como /θ/ (como em bath) ou /ð/ (como em them). Diferentes sistemas de escrita podem combinar elementos desses tipos. Por exemplo, o japonês usa uma combinação de kanji logográfico, kana silábico e algarismos arábicos.

### Sistemas logográficos
Nesses sistemas, cada grafema representa mais ou menos uma palavra ou um morfema (uma unidade significativa da linguagem). Os algarismos arábicos são exemplos de logogramas. Ao ver o numeral 3, por exemplo, o leitor entende tanto o número pretendido quanto sua pronúncia no idioma apropriado. [Os caracteres chineses, o kanji japonês e os hieróglifos egípcios antigos são exemplos mais gerais de sistemas de escrita logográfica. A palavra japonesa kanji, por exemplo, pode ser escrita por 漢字. O primeiro caractere é lido como kan e significa aproximadamente "chinês", enquanto o segundo é lido como ji e significa aproximadamente "caractere".

### Sistemas silábicos
Um silabário é um conjunto de grafemas que representam sílabas ou, às vezes, mora e podem ser combinados para escrever palavras. Os exemplos incluem os scripts japoneses kana e o silabário Cherokee. Por exemplo, em japonês, o kana pode ser escrito かんじ, sendo か a sílaba ka, ん um n silábico e じ o ji. Ao contrário dos kanjis, os kanas individuais denotam apenas sons e não estão associados a nenhuma palavra ou significado específico.

### Sistemas Featurais
Nos sistemas de escrita featural, as formas dos caracteres não são arbitrárias, mas codificam características da modalidade que representam. A escrita coreana Hangul é um excelente exemplo de um sistema featural. Por exemplo, no Hangul, o fonema /k/, representado pelo caractere 'ㄱ', é articulado na parte posterior da boca. O formato do caractere "ㄱ" imita o formato da língua quando se pronuncia o som /k/. Da mesma forma, o fonema /n/, representado pelo caractere 'ㄴ', é articulado na parte frontal da boca, e o formato do caractere 'ㄴ' lembra a posição da língua ao pronunciar /n/. SignWriting é outro sistema característico que representa a formação física de sinais.

## Ortografia
Ortografia são os elementos convencionais do sistema de escrita de um idioma. Ela envolve o uso de grafemas e as formas padronizadas como esses símbolos são organizados para representar palavras, inclusive a ortografia. Nos exemplos de kanji acima, observou-se que a palavra é normalmente escrita como 漢字, embora também possa ser escrita como かんじ. Esse fato convencionalizado faz parte da ortografia japonesa. Da mesma forma, o fato de que "sorry" é escrito como está e não de outra forma (por exemplo, "sawry") é um fato ortográfico do inglês.
Em algumas ortografias, há uma correspondência de um para um entre fonemas e grafemas, como no sérvio e no finlandês. Essas são conhecidas como ortografias superficiais. Em contraste, ortografias como a do inglês e a do francês são conhecidas como ortografias profundas devido às relações complexas entre sons e símbolos. Por exemplo, em inglês, o fonema /f/ pode ser representado pelos grafemas f (como em fish), ph (como em phone) ou gh (como em enough).
Os sistemas ortográficos também podem incluir regras sobre pontuação, capitalização, quebra de palavras e ênfase. Eles também podem incluir convenções específicas para representar palavras e nomes estrangeiros e para lidar com alterações ortográficas que reflitam mudanças na pronúncia ou no significado ao longo do tempo.

## Relação entre as línguas falada, de sinais e escrita
Os idiomas falado, sinalizado e escrito são facetas integrais da comunicação humana, cada um com suas características e funções exclusivas. Elas frequentemente se influenciam mutuamente, e os limites entre elas podem ser fluidos. Por exemplo, na interação entre a linguagem falada e a escrita, as tecnologias de reconhecimento de fala convertem a linguagem falada em texto escrito, e as tecnologias de síntese de fala fazem o contrário.
Compreender a relação entre essas formas de linguagem é essencial para o estudo da linguística, da comunicação e da interação social. Também tem implicações práticas para a educação, o desenvolvimento de tecnologia e a promoção da diversidade linguística e da inclusão.

### Na linguagem falada
A linguagem falada é a forma mais predominante e fundamental de comunicação humana. Em geral, ela é caracterizada por um alto grau de espontaneidade e é frequentemente moldada por vários fatores socioculturais. A linguagem falada forma a base da linguagem escrita, que permite a comunicação através do tempo e do espaço. A linguagem escrita geralmente reflete as características fonéticas e estruturais da linguagem falada a partir da qual ela se desenvolve. Entretanto, com o passar do tempo, a linguagem escrita também pode desenvolver suas próprias estruturas e convenções exclusivas, que, por sua vez, podem influenciar a linguagem falada. Um exemplo de influência da linguagem escrita sobre a linguagem falada pode ser visto na recomendação geral aos falantes para evitarem os preenchedores e sua depreciação geral. Por exemplo, no artigo "We, hum, have, like, a problem: excessive use of fillers in scientific speech", os autores zombam de seu uso:

Com base nessa grande amostra de observações, acreditamos que, quando se trata de falar cientificamente, nós, hum... temos, er... um problema. Tipo, um grande problema, sabe? Se você não está ciente desse problema, então, falando por aqueles de nós que estão muito conscientes da questão, estamos com inveja.
Também acontece que os registro sociolinguísticos formais escritos são frequentemente vistos como variedades de prestígio e os falantes são incentivados a imitá-los. Por exemplo, o dialeto inglês comum em Singapura é frequentemente ridicularizado como "Singlish", e as crianças de Singapura geralmente aprendem o inglês padrão nas escolas e são frequentemente corrigidas quando usam características do Singlish. O governo também realizou campanhas para promover o uso do inglês padrão em vez do Singlish, refletindo a preferência da sociedade pelo registro formal do inglês, que está mais alinhado com a linguagem escrita.
Mas os idiomas falados claramente continuam a influenciar os idiomas escritos ao longo de suas vidas também. Por exemplo, o chinês escrito é padronizado com base no mandarim, especificamente o dialeto de Pequim, que é o idioma falado oficial na China. Mas o cantonês falado tem tido uma influência crescente na linguagem escrita dos falantes de cantonês. Um exemplo é 咗 (jo2), que é um verbo partícula que indica ação concluída. Embora essa palavra não exista no chinês padrão, ela é comumente usada no cantonês escrito.

### Na língua de sinais
As línguas de sinais, usadas predominantemente pela comunidade surda, são línguas visuais-gestuais que se desenvolveram independentemente das línguas faladas e têm suas próprias estruturas gramaticais e sintáticas. No entanto, eles também interagem com as línguas faladas e escritas, especialmente por meio do processo de alternância de código linguístico, em que elementos de uma língua falada ou escrita são incorporados à língua de sinais.
Um exemplo notável disso pode ser visto nas comunidades de Língua de sinais americana (do inglês American Sign Language, ASL) e do inglês bilingual. Essas comunidades geralmente incluem indivíduos surdos que usam a ASL como idioma principal, mas também usam o inglês para leitura, escrita e, às vezes, fala, bem como indivíduos ouvintes que usam tanto a ASL quanto o inglês. Nessas comunidades, é comum ver a troca de código entre a ASL e o inglês. Isso é especialmente comum em ambientes educacionais, onde o idioma de instrução é geralmente o inglês, e na comunicação escrita, onde o inglês é normalmente usado. Por exemplo, uma pessoa pode adotar a ordem das palavras em inglês para algum propósito ou expressão específica, ou usar datilografias (soletrar palavras em inglês usando formas de mãos da ASL) para uma palavra em inglês que não tenha um sinal comumente usado na ASL. Isso é especialmente comum em ambientes educacionais, onde o idioma de instrução é geralmente o inglês, e na comunicação escrita, onde o inglês é normalmente usado.

## Linguagem escrita e sociedade
O desenvolvimento e o uso da linguagem escrita tiveram impactos profundos nas sociedades humanas, influenciando tudo, desde a organização social e a identidade cultural até a tecnologia e a disseminação do conhecimento.
Embora esses aspectos sejam geralmente considerados positivos, em seu diálogo "Fedro", Platão, por meio da voz de Sócrates, expressou a preocupação de que a dependência da escrita enfraqueceria a capacidade de memorização e compreensão, pois as palavras escritas "criariam esquecimento na alma dos alunos, porque eles não usariam suas memórias". Ele argumentou ainda que as palavras escritas, por serem incapazes de responder a perguntas ou de se esclarecer, são inferiores ao discurso vivo e interativo da comunicação oral.
A linguagem escrita facilita a preservação e a transmissão da cultura, da história e do conhecimento ao longo do tempo e do espaço, permitindo que as sociedades desenvolvam sistemas complexos de leis, administração e educação. Por exemplo, a invenção da escrita na antiga Mesopotâmia possibilitou a criação de códigos legais detalhados, como o Código de Hamurabi.
O advento da tecnologia digital revolucionou a comunicação escrita, levando ao surgimento de novos gêneros e convenções escritas, como texto e interações de mídia social. Isso tem implicações para as relações sociais, a educação e a comunicação profissional. 

### Alfabetização e mobilidade social
A alfabetização pode ser entendida em várias dimensões. Por um lado, ela pode ser vista como a capacidade de reconhecer e processar corretamente os grafemas, as menores unidades da linguagem escrita. Por outro lado, a alfabetização pode ser definida de forma mais ampla como a proficiência na linguagem escrita, que envolve a compreensão das convenções, da gramática e do contexto em que a linguagem escrita é usada. É claro que essa segunda concepção pressupõe a primeira.
Essa proficiência em linguagem escrita é um dos principais fatores de mobilidade social. Em primeiro lugar, ela é a base do sucesso na educação formal, em que a capacidade de compreender livros didáticos, escrever redações e interagir com materiais instrucionais escritos é fundamental. As altas habilidades de alfabetização podem levar a um melhor desempenho acadêmico, abrindo portas para o ensino superior e oportunidades de treinamento especializado.
No mercado de trabalho, a proficiência em linguagem escrita costuma ser um fator determinante das oportunidades de emprego. Muitas profissões exigem um alto nível de alfabetização, desde a elaboração de relatórios e propostas até a interpretação de manuais técnicos. A capacidade de usar a linguagem escrita de forma eficaz pode levar a empregos com salários mais altos e a uma progressão na carreira.
Em nível social, a alfabetização na linguagem escrita permite que os indivíduos participem plenamente da vida cívica. Ela capacita os indivíduos a tomar decisões informadas, desde a compreensão de artigos de notícias e debates políticos até a navegação em documentos legais. Isso pode levar a uma cidadania mais ativa e à participação democrática. Entretanto, as disparidades nas taxas de alfabetização e a proficiência na linguagem escrita podem contribuir para as desigualdades sociais. O status socioeconômico, a raça, o gênero e a localização geográfica podem influenciar o acesso de um indivíduo a um ensino de alfabetização de qualidade. Abordar essas disparidades por meio de políticas educacionais inclusivas e equitativas é fundamental para promover a mobilidade social e reduzir a desigualdade.

### Perspectiva de Marshall McLuhan

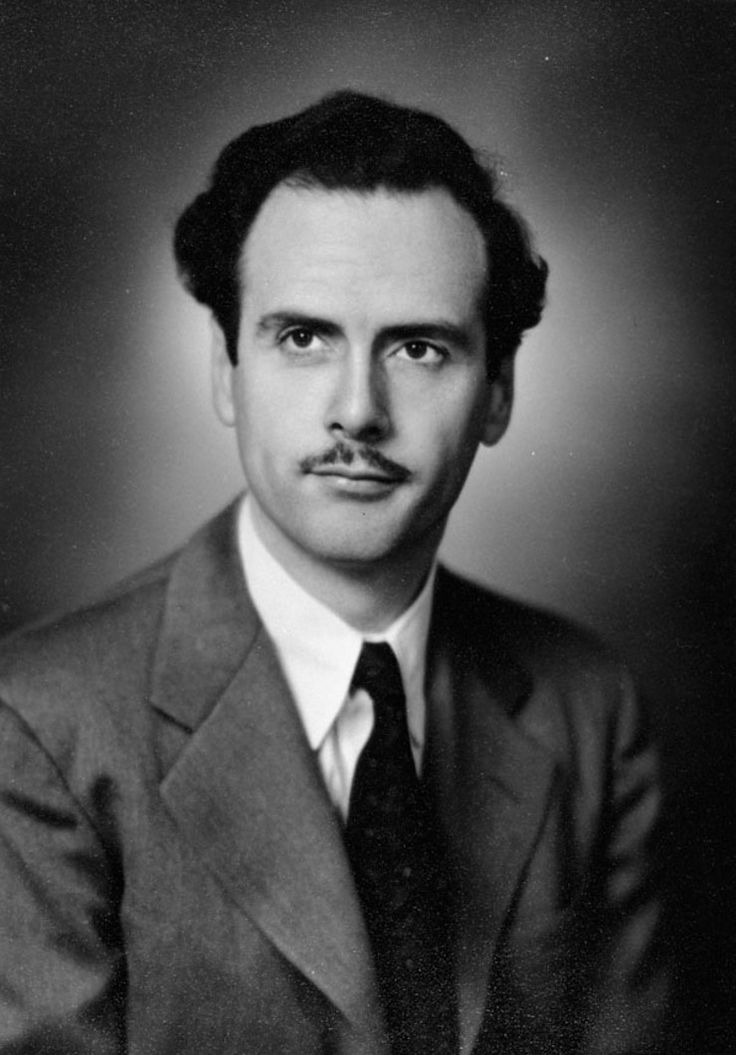
Foto de Marshall, criador da frase "O meio é a mensagem".

As ideias do teórico Marshall McLuhan sobre a linguagem escrita são encontradas principalmente em The Gutenberg Galaxy: The Making of Typographic Man. Nesse trabalho, McLuhan argumentou que a invenção e a disseminação da prensa tipográfica e a mudança da oral para a cultura escrita que ela estimulou, mudaram fundamentalmente a natureza da sociedade humana. Essa mudança, sugeriu ele, levou ao surgimento do individualismo, do nacionalismo e de outros aspectos da modernidade.
McLuhan propôs que a linguagem escrita, especialmente quando reproduzida em grandes quantidades pela imprensa, contribuiu para um modo de pensamento linear e sequencial, em oposição ao pensamento mais holístico e contextual promovido pelas culturas orais. Ele associou esse modo linear de pensamento a uma mudança em direção a formas mais distanciadas e objetivas de raciocínio, que ele via como característica da era moderna.
Além disso, McLuhan teorizou sobre os efeitos de diferentes mídias na consciência humana e na sociedade. Ele é famoso por afirmar que "o meio é a mensagem", o que significa que a forma de um meio se incorpora a qualquer mensagem que ele transmita ou veicule, criando uma relação simbiótica pela qual o meio influencia a forma como a mensagem é percebida.
Embora as ideias de McLuhan sejam influentes, elas também foram criticadas e debatidas. Alguns estudiosos argumentam que ele enfatizou demais a função do meio (nesse caso, a linguagem escrita) em detrimento do conteúdo da comunicação. Também foi sugerido que suas teorias são excessivamente deterministas, não levando em conta suficientemente as maneiras pelas quais as pessoas podem usar e interpretar a mídia de formas variadas.